# زن وحشی وحشی
زن وحشی وحشی فیلمی به کارگردانی و نویسندگی عزیزاله بهادری و تهیه‌کنندگی محمدکریم ارباب محصول سال ۱۳۴۸ است.

## خلاصه داستان
دختری که در کافهٔ محقری مشتریان را سرگرم می‌کند به وسیلهٔ تبهکاران ربوده می‌شود و طی حادثه ای حافظه اش را به کلی از دست می‌دهد و از آن پس رقاصهٔ کاباره ای می‌شود. در این حال مردی که او را دوست داشته به سراغش می‌رود، اما دختر او را به خاطر نمی‌آورد. در نتیجهٔ درگیری بین دختر و مرد مورد علاقه اش شوکی به دختر دست می‌دهد و او یکبار دیگر همه چیز را به خاطر می‌آورد و آنوقت هر دو به اتفاق باعث گرفتاری تبهکاران می‌شوند.

## بازیگران
- جمیله
- محمدرضا فاضلی
- منصور سپهرنیا
- ویکتوریا
- اکبر خواجوی
- پیشواییان
- فیروز